# ساده (استان اوپوله)
ساده (به لهستانی: Sady) یک منطقهٔ مسکونی در لهستان است که در گمینا نگمودلین واقع شده‌است.